# Puig de Nola
El Puig de Nola és una muntanya de 110 metres que es troba al municipi de Medinyà, a la comarca del Gironès.